# Font del Torrent de Bufal

La Font del Torrent de Bufal, respecte del terme d'Abella de la Conca

La Font del Torrent de Bufal és una font del terme municipal d'Abella de la Conca, a la comarca del Pallars Jussà, a la vall del barranc de Caborriu, pertanyent a la vall alta del riu d'Abella.
Està situada a 1.041,9 m d'altitud, a l'esquerra del torrent de Bufal i a ponent del lloc on hi ha la Font de Caborriu. És al nord-oest del Mas Palou i al sud-est de Casa Sarró.

## Etimologia
Es tracta d'un topònim romànic descriptiu, degut al veí torrent de Bufal.